# 烏辛斯克
66°00′N 57°32′E / 66.000°N 57.533°E

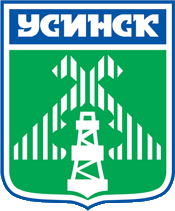
烏辛斯克市徽

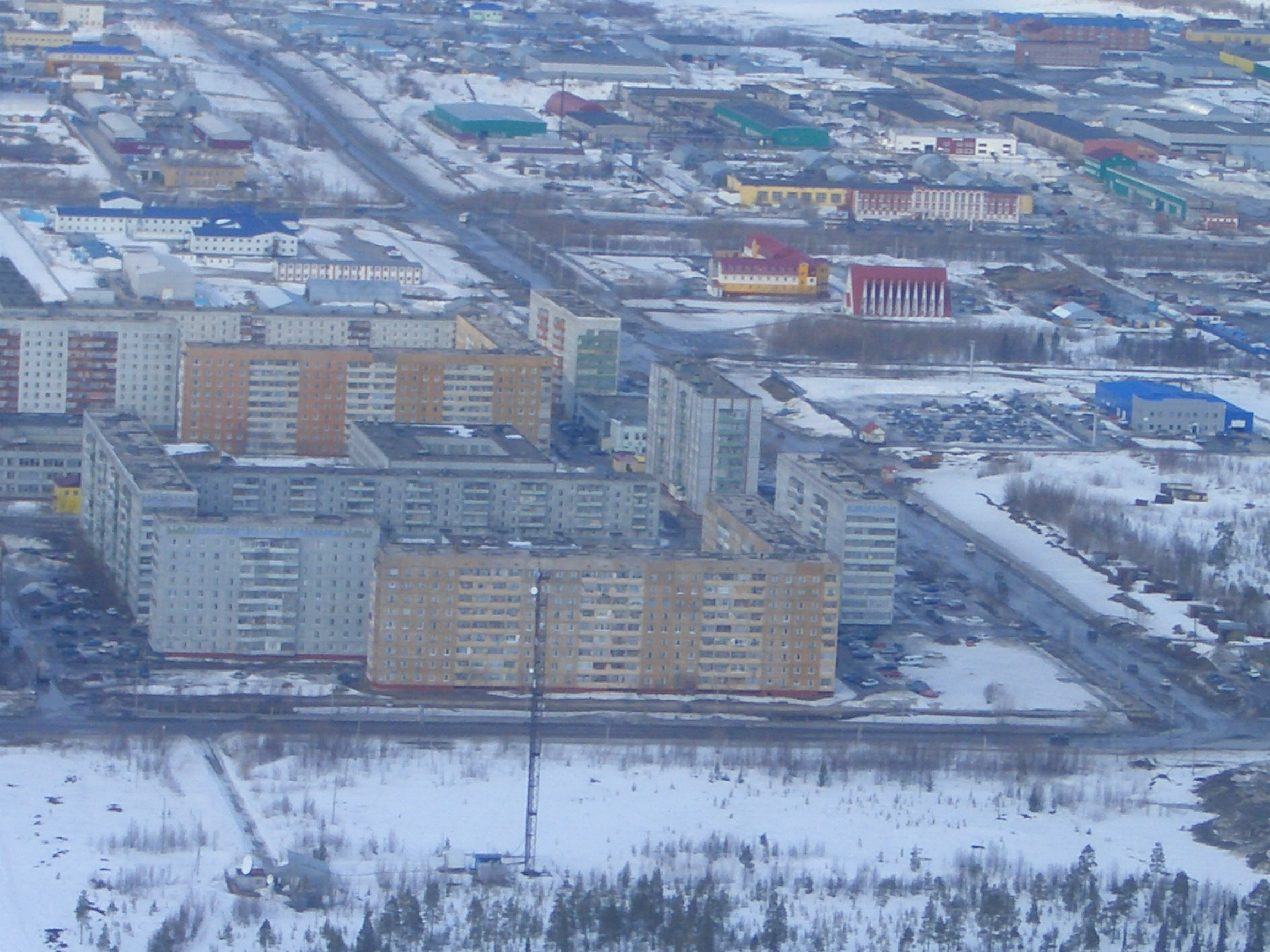
空中俯瞰烏辛斯克

烏辛斯克（俄语：Усинск）是俄羅斯科米共和國東北部的一個城市，位於烏薩河北岸，距瑟克特夫卡爾757公里、伯朝拉100公里。2002年人口45,358人。

## 歷史
1966年因石油開採而建立。1984年設市。

## 經濟
為科米共和國的石油、天然氣生產中心，整個共和國近四分之三的石油均產自烏辛斯克附近。1980年，該城至伯朝拉的支線鐵路開通。